# قصر شنيل
قصر شنيل هو من الآثار الأندلسية الباقية بمدينة غرناطة، حيث يعتبر بمثابة الصرح المتبقي والمسمى بقصر شنيل، وهو يقع خارج المدينة على الضفة اليسرى من نهر شنيل في بقعة خضراء منعزلة تسمى ضاحية أرميليا أو حدائق الملكة. والبناء هو أثر متبقي من قصر شنيل الذي تم بنائه محمد الفقيه على يد الأمير الموحدي إسحق بن الخليفة أبي يعقوب يوسف في سنة 615 هـ /1218م. ويضم البناء نافورة رخامية وصالة مربعة جميلة مملوء بالمناظر البديعة، إضافة إلى باب عربي معقود على رأسه رقعة نقش عليها ولا غالب إلا الله. وتتسم واجهة هذا الأثر وبهوه بطابع مؤثر من الجمال والنبل، مما يدل على أنه كان صرحاً ملوكياً ذي شأن. وتقع مخارج غرناطة على مقربة من نهر شنيل كما ذكر صاحب كتاب الحلل الموشية وحسبما جاء ايضاً في كتاب الإحاطة من أخبار غرناطة لإبن الخطيب.
وقد كان يسمى قصر السيد، وكان يستعمله ملوك بنو نصر كقصر للضيافة، وأقام فيه الإنفانت فيليب أخو الملك ألفونسو العاشر حينما ثار عليه والتجأ مع نفر من الفرسان النصارى إلى سلطان غرناطة محمد بن الأحمر الملقب بالفقيه وذلك سنة 1270م.